# Prapor podpory nasaditelných sil
Prapor podpory Nasaditelných sil sídlící v Rakovníku sloužící k zajištění logistické podpory 3. úrovně a podpoře spojeneckých sil je v přímé podřízenosti Agentury logistiky Ministerstva obrany České republiky. Organizační jádro praporu vzniklo v Rakovníku původně pro 45. mechanizovaný prapor 4. brigády rychlého nasazení v roce 2016 a v roce 2018 bylo přejmenováno na Organizační prvek pro vytvoření praporu zabezpečení HNS&RSOM pod Agenturou logistiky. Vznik praporu je pak datován 1. lednem 2020. Prapor je jednou ze 4 obdobných jednotek v rámci států NATO, ostatní tři jsou v Německu, Nizozemsku a Norsku. Od 1. října 2023 je velitelem podplukovník Václav  Svoboda. U příležitosti 105. výročí vzniku Československa byl útvaru prezidentem Petrem Pavlem propůjčen bojový prapor.

## Úkoly a nasazení
Hlavním úkolem jednotky je zajištění služeb podpory hostitelské země (HNS) na území České republiky a logistické zabezpečení míst podpory koaličním partnerům na území ČR i mimo něj (RSOM), tedy zajištění ubytování, zázemí a doplnění pohonných hmot pro projíždějící jednotky. Prapor by po dosažení plných operačních schopností v roce 2025 měl být schopen zajistit podporu pro až 2000 vojáků a 900 kusů techniky. K plnění těchto úkolů je prapor vybaven kromě vozidel Toyota Hilux, Tatra 815, 815-7 a 810 různých verzí i specializovanými silničními tahači Scania pro přepravu těžké techniky, manipulační technikou a řadou specializovaných kontejnerů určených k ubytování, klimatizaci prostor, zajištění osobní hygieny, jako polní kuchyně, sklady a manipulace s PHM, nebo nádrže na pitnou vodou.
Prapor se podílel na zajištění průjezdu jednotek americké armády na cvičení NATO Saber Strike v únoru 2022, kdy zajistil výstavbu a provoz stanového tábora v Rančířově, kudy prošlo celem 1500 vojáků a 500 kusů techniky. V roce 2023 se prapor podílel na mezinárodním cvičení Strong Pegasus 2023 v Německu spolu s praporem 163 RSOM Bundeswehru, pro který zajišťoval podporu při přesunu.

## Organizační struktura
Prapor se skládá ze štábu a velitelské roty, tří rot podpory, roty logistiky, praporního obvaziště a prvku posádkové podpory. V budoucnu se počítá s přičleněním tří čet aktivních záloh k 1. rotě podpory a s rozšířením jednotky do velikosti pluku - tento záměr byl potvrzen v KVAČR 2035.

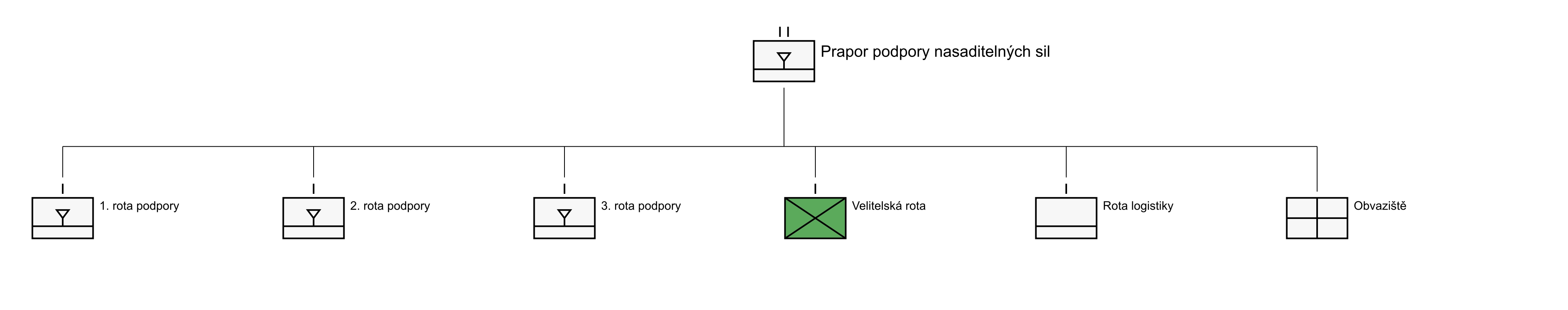
Grafické znázornění struktury praporu